# Kings Bay Base
Kings Bay Base is een plaats (census-designated place) in de Amerikaanse staat Georgia, en valt bestuurlijk gezien onder Camden County.  De plaats ligt aan de oevers van de St. Marys River die daar de grens vormt met de staat Florida. De plaats valt samen met de Kings Bay Naval Submarine Base van de United States Navy.

## Demografie
Bij de volkstelling in 2000 werd het aantal inwoners vastgesteld op 2599.

## Geografie
Volgens het United States Census Bureau beslaat de plaats een oppervlakte van
5,3 km², geheel bestaande uit land.

## Plaatsen in de nabije omgeving
De onderstaande figuur toont nabijgelegen plaatsen in een straal van 36 km rond Kings Bay Base.